# Steins;Gate 0
Steins;Gate 0 (シュタインズ・ゲート ゼロ Shutainzu Gēto Zero?) es una serie de anime basada en el videojuego homónimo creado por 5pb.. Es una “secuela” de la serie de anime Steins;Gate. Dirigida por Kenichi Kawamura y producida por el estudio White Fox, se estrenó en abril de 2018.

## Argumento

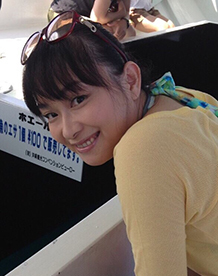
Imagen de Asami Imai, voz original del personaje Kurisu Makise

La historia se desarrolla en una línea del tiempo alternativa a la línea original de la serie Steins;Gate. En esta línea, Okabe continúa traumatizado por su experiencia en los saltos a través del tiempo y carga con el peso de la muerte de Makise. Meses después Okabe conoce a los científicos Maho Hiyajo y Alexis Leskinen, colegas de Makise que trabajan en un proyecto de inteligencia artificial denominado Amadeus, el cual contiene los recuerdos de Makise antes de su muerte. Okabe acepta colaborar con los científicos e instala el sistema Amadeus en su teléfono, con el tiempo siente apego al sistema, dado que este contiene las memorias e incluso algo de la personalidad de la fallecida. Mientras el resto de los amigos de Okabe parece llevar una vida normal, comienzan a suceder ciertos sucesos que podrían desencadenar guerras u otras catástrofes, como la llegada de un grupo de desconocidos que están detrás de la investigación de Makise sobre las máquinas del tiempo o la aparición de Kagari Shiina, la futura hija adoptiva de Mayuri.

## Personajes
Rintarō Okabe (岡部 倫太郎 Okabe Rintarō?)
Voz por: Mamoru Miyano, Aldo Ramírez (español latino)
Anteriormente, era una persona excéntrica y se autoproclamaba un científico loco que se hacía llamar Kyouma Hououin. En la serie Steins;Gate era una persona que pasaba la mayor parte del tiempo en su departamento al que llamaba Mirai Gajetto Kenkyūjo, era paranoico y usaba su celular para hablar consigo mismo sobre una «Organización». En la serie Steins; Gate 0 vive en una línea del tiempo alternativa, donde es estudiante de la Universidad Tokyo Denki y ha madurado un poco al dejar de lado sus excentricidades, es más pacífico y vive con la carga de la muerte de Makise.
Mayuri Shiina (椎名 まゆり Shiina Mayuri?)
Voz por: Kana Hanazawa, Estephania Estrada (español latino)
Amiga de la infancia de Okabe y segunda miembro del laboratorio. Disfruta diseñar vestuarios para cosplay, atiende una escuela preparatoria privada y tiene un trabajo temporal en un maid café. En esta secuela de la serie se sorprende al conocer que en el futuro tendrá una hija adoptiva muy parecida a Makise.
Itaru Hashida (橋田 至 Hashida Itaru?)
Voz por: Tomokazu Seki, Iván Fernández (español latino)
Es un experimentado hacker conocido como Daru, conoce a Okabe desde la preparatoria y es el tercer miembro del laboratorio. Tiene amplio conocimiento de programación, hardware y cultura otaku. En esta secuela, además de pasar mucho tiempo frente al ordenador, trata de descubrir el contenido de la computadora personal de Makise.
Suzuha Amane (阿万音 鈴羽 Amane Suzuha?)
Voz por: Yukari Tamura, Monserrat Pérez (español latino)
Es una empleada del casero de Okabe, que tiene un negocio de reparación de televisores. Proviene del futuro y es la futura hija de Daru.
Moeka Kiryū (桐生 萌郁 Kiryū Moeka?)
Voz por: Saori Gotō, Jessica Monzón (español latino)
Es una persona alta y tímida, que se comunica casi exclusivamente mediante mensajes de texto. En esta secuela es una especie de investigadora aliada de Okabe para buscar personas o información.
Kagari Shiina (椎名 かがり Shiina Kagari?)
Voz por: Megumi Han, Nadia Lujambio (español latino)
Luka Urushibara (漆原 るか Urushibara Ruka?)
Voz por: Yū Kobayashi, Denisse Leguizamo (español latino)
Es un amigo de Okabe y sexto miembro del laboratorio. Tiene apariencia, vestimenta y comportamiento femenino, vive en un templo con su padre. Okabe se refiere a él algunas veces como Rukako. En la serie Steins;Gate en alguna de las varias líneas del tiempo en la historia, aparece como mujer.
Rumiho Akiha (秋葉 留未穂 Akiha Rumiho?)
Voz por: Haruko Momoi, Rose Mendoza (español latino)
Es una de las amigas de Okabe y trabaja en un maid café, donde es conocida como Faris NyanNyan, la sirvienta más popular del lugar. Su familia es dueña de la gran mayoría de los negocios de Akihabara.
Maho Hiyajo (比屋定 真帆 Hiyajo Maho?)
Voz por: Sayuri Yahagi, Erika Ugalde (español latino)
Una científica de neurociencia, que hizo amistad y trabajó con Makise en la creación del sistema Amadeus. Llega al Japón para continuar con su investigación.
Alexis Leskinen (アレクシス・レスキネン Leskinen Alexis?)
Voz por: Yōji Ueda, Víctor Covarrubias (español latino)
Un profesor investigador de una universidad norteamericana, junto a Hiyajo y Makise trabajó en la creación del sistema Amadeus. Al llegar al Japón se interesó en Okabe por su amplio conocimiento del tema de viajes en el tiempo y neurociencia.
Yuki Amane (阿万音 由季 Kurushima Kaede?)
Voz por: Yukari Tamura, María José Moreno (español latino)
Una conocida de Okabe.
Kaede Kurushima (来嶋 かえで Kurushima Kaede?)
Voz por: Hina Kino, Azucena Martínez (español latino)
Amiga de Mayuri, le encanta hacer cosplay con ella.
Kurisu Makise (牧瀬 紅莉栖 Makise Kurisu?)
Voz por: Asami Imai, Camila Vázquez (español latino)
En esta versión es parte de los recuerdos de la Makise Kurisu real que falleció en el pasado. Se encuentra incorporada en el sistema Amadeus, una inteligencia artificial que fue un proyecto de investigación de una universidad norteamericana.
Yūgo Tennouji (天王寺 裕吾 Tennouji Yūgo?)
Voz por: Masaki Terasoma, Mauricio Vázquez (español latino)
Es el casero de Okabe, tiene un negocio de reparación de televisores y vive junto a su hija Nae. Okabe le dio el apodo de Mr. Braun. Es rudo e impaciente con Okabe pero es muy amable y considerado con su hija y otras personas.
Nae Tennōji (天王寺 綯 Tennōji Nae?)
Voz por: Ayano Yamamoto, Andrea Ascencio (español latino)
Es la hija de Yūgo, dueño del negocio de reparación de televisores. Se lleva bien con Shiina y Suzuha.

## Media

### Anime
La serie es producida por el estudio White Fox, es una adaptación del videojuego del mismo nombre lanzado en 2015. Tanto el juego como la serie son una secuela de Steins; Gate, el primer videojuego y su correspondiente adaptación a anime por White Fox en 2011. Kenichi Kawamura dirigió la serie y Jukki Hanada escribió el guion. Takeshi Abo, Nobuaki Nobusawa y Moe Hyūga se encargaron de componer la música.
El tema de apertura es Fátima de Kanako Itō y el tema de cierre de la primera parte de la serie es Last Game de Zwei, el tema de cierre de la segunda parte es World-Line de Imai. El estreno fue anunciado en marzo de 2015 junto al lanzamiento del videojuego del mismo nombre. En julio de 2017 se revelaron más detalles de la producción de la serie. Salió al aire el 12 de abril de 2018 y cuenta con un total de 24 episodios (siendo el último de estos un OVA), las cadenas Tokyo MX, TVA, KBS Kyoto, Sun TV, TVQ, AT-X y BS11 emiten la serie en Japón. Está disponible en línea en Ameba TV en Japón, Crunchyroll en el resto del mundo y doblada al idioma inglés a través de Funimation en Estados Unidos, Canadá, Reino Unido e Irlanda.
A finales de diciembre de 2020, Funimation anunció que la serie tuvo un doblaje en español latino, el cual fue estrenado el 15 de enero de 2021. Tras la adquisición de Crunchyroll por parte de Sony, el doblaje se trasladó a Crunchyroll.

#### Lista de episodios
| # | Título | Estreno                  |
| --- | --- | ------------------------ |
| 1 | «Eslabón perdido del aniquilador- cero absoluto» «Rei-ka-iki no Misshingu Rinku» (零化域のミッシングリンク)                                                                                           | 12 de abril de 2018      |
| Han pasado seis meses desde que Rintaro Okabe, incapaz de cambiar el pasado, eligió quedarse en una línea del mundo donde Kurisu Makise está muerto, descartando su identidad como un científico loco autoproclamado. Suzuha Amane, la futura hija de Itaru "Daru" Hashida que había viajado en el tiempo para convencer a Rintaro de que la ayudara a prevenir la Tercera Guerra Mundial, fingió ser la hermana de Daru para mantener su identidad en secreto de su futura madre, Yuki Amane. Mientras Rintaro, aún traumatizado por sus experiencias con las líneas cambiantes del mundo, continúa negándose a ayudar a Suzuha, asiste a un seminario organizado por el profesor Alexis Leskinen y su asistente Maho Hiyajo. Durante el seminario, Leskinen y Maho presentan Amadeus, un programa de inteligencia artificial basado en la investigación de Kurisu antes de su muerte. | |                          |
| 2 | «Epígrafe de la curva cerrada» «Heijikyokusen no Epigurafu» (閉時曲線のエピグラフ) | 19 de abril de 2018      |
| Mientras espera a que Amadeus cargue, Rintaro arremete contra un detractor entre la multitud que duda de la investigación de Kurisu, lo que se gana el elogio de Leskinen. Maho luego presenta Amadeus, que ejecuta una versión de IA de sí misma que se implantó con sus recuerdos hace cuatro días, demostrando que es capaz de tomar sus propias decisiones y se comporta como un humano. Después del seminario, Rintaro habla con Maho sobre el proyecto, revelando que era amigo de Kurisu. Al enterarse de esto, Leskinen y Maho invitan a Rintaro a conversar con una IA de Amadeus formada a partir de los recuerdos de Kurisu de hace ocho meses antes de su muerte. Al llegar al laboratorio de Maho, Rintaro es recibida por la versión de Kurisu de Amadeus, y se sorprende al descubrir que sus pensamientos sobre las máquinas del tiempo difieren de lo que el Kurisu original le dijo. Posteriormente, Leskinen y Maho contratan a Rintaro como evaluador temporal, instalando una aplicación en su teléfono que le permite conversar con Amadeus Kurisu y proporcionar datos. | |                          |
| 3 | «Protocolo del Evangelio de dos caras- Protocolo de X-Day» «Sōtsui Fukuin no Purotokoru» (双対福音のプロトコル)                                                                                       | 26 de abril de 2018      |
| Mientras Mayuri Shiina se prepara para una fiesta de Navidad para todos en el laboratorio, Rintaro le muestra a Amadeus Kurisu, a quien mantiene en secreto de sus amigos, Akihabara y el laboratorio. En Nochebuena, Leskinen y Maho terminan uniéndose a Rintaro en la fiesta, lo que resulta ser más que una sorpresa cuando Suzuha asume que es una emboscada y casi ataca a Yuki. Mientras todos los demás disfrutan de la fiesta, Mayuri escucha a Rintaro hablando alegremente con Amadeus Kurisu, lo que hace que Maho intervenga y le recuerde que el verdadero Kurisu todavía está muerto, momento en el que Rintaro siente una extraña sensación. | |                          |
| 4 | «Soledad del flujo lúgubre» «Bōshitsu Ruten no Sorichūdo» (亡失流転のソリチュード) | 3 de mayo de 2018        |
| 5 | «Soledad del astigmatismo» «Hitenshūsa no Sorichūdo» (非点収差のソリチュード) | 10 de mayo de 2018       |
| 6 | «Eclipse de ordenamiento orbital» «Kidōchitsujo no Ekuripusu» (軌道秩序のエクリプス) | 17 de mayo de 2018       |
| 7 | «Eclipse de transición vibrónica» «Fuden Sen'i no Ekuripusu» (振電遷移のエクリプス) | 24 de mayo de 2018       |
| 8 | «Doble de antinomia- antinomico doble» «Niritsuhaihan no Dyuaru» (二律背反のデュアル) | 31 de mayo de 2018       |
| 9 | «Pandora del eterno retorno- la caja de Pandora» «Eigō Kaiki no Pandora» (永劫回帰のパンドラ) | 7 de junio de 2018       |
| 10 | «Pandora de existencia demostrable- cubículo prohibido» «Sonzai Shōmei no Pandora» (存在証明のパンドラ)                                                                                               | 14 de junio de 2018      |
| 11 | «Pandora de la existencia olvidada- relicario sellado» «Sonzai Bōkyaku no Pandora» (存在忘却のパンドラ)                                                                                               | 21 de junio de 2018      |
| 12 | «Mamá oca de recursión mutua» «Sōgosaiki no Mazā Gūsu» (相互再帰のマザーグース) | 28 de junio de 2018      |
| 13 | «Mamá Oca del Recitativo Difractivo» «Kaisetsu Joshō no Mazā Gūsu» (回折叙唱のマザーグース) | 4 de julio de 2018       |
| 14 | «Reconocimiento del límite elástico- presagiar o reconocer» «Dansei Genkai no Rikogunaizu» (弾性限界のリコグナイズ)                                                                                   | 18 de julio de 2018      |
| 15 | «Reconocimiento de la línea asintótica» «Zankinsen no Rikogunaizu» (漸近線のリコグナイズ) | 25 de julio de 2018      |
| 16 | «Altair del punto en el infinito» «Mugen'en-ten no Arutairu» (無限遠点のアルタイル) | 1 de agosto de 2018      |
| 17 | «Altair del plano hiperbólico- pseudoesfera de Beltrami» «Sōkyoku Heimen no Arutairu» (双曲平面のアルタイル)                                                                                          | 8 de agosto de 2018      |
| 18 | «Altair de simetría traslacional» «Heishin Taishō no Arutairu» (並進対称のアルタイル) | 15 de agosto de 2018     |
| 19 | «Altair de la coordenada cíclica» «Junkan Zahyō no Arutairu» (循環座標のアルタイル) | 22 de agosto de 2018     |
| 20 | «Rinascimento de la promesa inquebrantable» «Meisei no Rinashimento» (盟誓のリナシメント) | 5 de septiembre de 2018  |
| 21 | «Rinascimento de la formación de imágenes- el regreso de Phoenix» «Yuizō no Rinashimento» (結像のリナシメント)                                                                                        | 12 de septiembre de 2018 |
| 22 | «Rinascimento de proyección- proyecto Amadeus» «Tōtaku no Rinashimento» (投企のリナシメント) | 19 de septiembre de 2018 |
| Con cada intento de salvar a Mayuri y Suzuha fallando, Rintaro deduce que necesitan evitar que los rusos interfieran con la partida de la máquina del tiempo. Al descubrir que la capacidad de Rusia para hacer una máquina del tiempo radica en los datos de la memoria de Kurisu, Amadeus Kurisu propone que la única forma de detener a Rusia es usar D-RINE de Daru (un sistema de mensajería de aplicaciones personalizado que puede enviar D-Mails sin que sean detectados por SERN) para enviarse un mensaje a sí mismo en el pasado para eliminar Amadeus. Hablando con un vacilante Rintaro durante la noche, Amadeus Kurisu le dice que estaría encantada de sacrificarse si eso significa encontrar Steins; Gate. Después de que Amadeus Kurisu se despide de todos, se envía el D-RINE, que borra a Amadeus y envía a Rintaro a una nueva línea mundial. | |                          |
| 23 | «Arclight del Punto del Infinito- Arclight del Cielo» «Mugen'en-ten no Ākuraito / Kōsa Zahyō no Sutādasuto» (無限遠点のアークライト Arc-light of the Sky / 交差座標のスターダスト Milky-way Crossing) | 26 de septiembre de 2018 |
| Al llegar a una línea mundial donde Amadeus no existe, Rintaro se dirige hacia el techo y recibe ayuda de Moeka para pasar a Leskinen. Mientras Rintaro insta a Mayuri y Suzuha a que se dirijan al pasado, Kagari, quien decide depositar su fe en Rintaro, lo ayuda a contener al enemigo el tiempo suficiente para que la máquina del tiempo se marche con éxito antes de que el helicóptero ataque. Al llegar justo antes de que Rintaro regrese de su fallido intento de rescate, Mayuri llama a su yo pasado y la anima a poner a Rintaro en el camino correcto, después de lo cual ella y Suzuha se ven obligadas a saltar a un período de tiempo aleatorio para evitar causar una paradoja temporal. El pasado Mayuri abofetea a Rintaro para devolverlo a sus sentidos, y luego recibe un D-mail de Rintaro. En el año 2025, Rintaro le envía a su yo pasado un video indicándole cómo salvar a Mayuri y Kurisu y llegar a Steins; Gate antes de partir en una máquina del tiempo para encontrar a Mayuri y Suzuha. Mientras tanto, Mayuri y Suzuha han quedado atrapados en algún lugar de una tierra estéril desconocida en el año 18.000 a. C. cuando ven a Rintaro llegar en su máquina del tiempo para rescatarlos. | |                          |
| OVA | «San Valentín del polimorfismo de cristal- Intermedio agridulce» «"Kesshō Takei no Barentain"» (結晶多形のバレンタイン)                                                                               | 21 de diciembre de 2018  |
| A medida que se acerca el día de San Valentín, Suzuha siente curiosidad por saber a quién le quiere regalar chocolate Kagari. Con las otras chicas queriendo dar chocolate también, Faris tiene una sesión de elaboración de chocolate que comienza como un desastre ya que nadie sabe cocinar, pero pronto Luka y Yuki la salvan. Solo después de que Kagari desaparece, Suzuha descubre que los chocolates que hizo eran para todos los que ama. | |                          |